# 橋本美穂 (通訳)
橋本 美穂（はしもと みほ、1975年 - ）は、日本の通訳者。

## 略歴・人物
商社に勤務する父親の仕事の関係で、アメリカ合衆国テキサス州ヒューストンに生まれる。東京都町田市で幼少期（1〜6歳）を過ごし、小学生の時に再び渡米。カリフォルニア州サンマテオでの滞在（6〜11歳）を経て、帰国後は兵庫県神戸市で暮らす。
神戸市立御影中学校、兵庫県立神戸高等学校を経て、慶應義塾大学総合政策学部へ進学。大学卒業後、キヤノンに総合職として入社。コピー機などの事業計画の実務を担当する傍ら、兼任で企業内通訳を行う。仕事と並行して翻訳者養成学校（サイマル・アカデミー）の夜間コースに通う。2006年にキヤノンを退職し、日本コカ・コーラ株式会社の社内通訳を1年間務めたのち、フリーランスの会議通訳者となる。
日本国内ではピコ太郎の同時通訳者として知られる。

## 著書
- マーク・フィッシャー『お金持ちになる人の心の法則』（単訳, ディスカヴァー・トゥエンティワン, 2006年）
- 『プロが教える英語の勉強法 英語力を身につけよう』（草柳益和監修・分担執筆, 法学書院, 2008年）